# Сіях-Ґоль-Чаль
Сіях-Ґоль-Чаль (перс. سياه گل چال) — село в Ірані, у дегестані Рахімабад, у бахші Рахімабад, шагрестані Рудсар остану Ґілян. За даними перепису 2006 року, його населення становило 147 осіб, що проживали у складі 33 сімей.

## Клімат
Середня річна температура становить 13,09°C, середня максимальна – 26,83°C, а середня мінімальна – -1,31°C. Середня річна кількість опадів – 716 мм.
| Клімат поселення                              | Клімат поселення | Клімат поселення | Клімат поселення | Клімат поселення | Клімат поселення | Клімат поселення | Клімат поселення | Клімат поселення | Клімат поселення | Клімат поселення | Клімат поселення | Клімат поселення | Клімат поселення |
| Показник                                      | Січ.             | Лют.             | Бер.             | Квіт.            | Трав.            | Черв.            | Лип.             | Серп.            | Вер.             | Жовт.            | Лист.            | Груд.            |                  |
| Середній максимум, °C                         | 10,41            | 9,60             | 10,76            | 16,10            | 20,90            | 25,45            | 26,83            | 26,68            | 22,73            | 19,49            | 14,45            | 10,45            |                  |
| Середня температура, °C                       | 4,96             | 4,13             | 5,33             | 10,65            | 15,45            | 20,00            | 22,82            | 22,66            | 18,73            | 15,48            | 10,46            | 6,45             |                  |
| Середній мінімум, °C                          | −0,5             | −1,31            | −0,14            | 5,20             | 10,00            | 14,55            | 18,82            | 18,67            | 14,72            | 11,48            | 6,45             | 2,45             |                  |
| Норма опадів, мм                              | 61               | 57               | 74               | 51               | 44               | 26               | 23               | 30               | 64               | 112              | 92               | 82               |                  |
| Середньомісячна швидкість вітру, м/с          | 2.17             | 2.50             | 2.60             | 2.61             | 2.28             | 2.00             | 2.18             | 2.12             | 1.84             | 2.10             | 2.13             | 2.10             |                  |
| Середньомісячна сонячна радіація, кДж/м²·день | 7501             | 9662             | 11821            | 15879            | 19547            | 21234            | 21764            | 18895            | 15511            | 11317            | 9027             | 7113             |                  |
| --------------------------------------------- | ---------------- | ---------------- | ---------------- | ---------------- | ---------------- | ---------------- | ---------------- | ---------------- | ---------------- | ---------------- | ---------------- | ---------------- | ---------------- |
| Джерело:                                      |                  |                  |                  |                  |                  |                  |                  |                  |                  |                  |                  |                  |                  |